# Цвиллинга (Оренбургская область)
Цвиллинга — пристанционный посёлок в Соль-Илецком районе Оренбургской области России. До 2016 года входил в Изобильный сельсовет. Одноимённая железнодорожная станция.

## История
Железнодорожная станция и выросший при ней населённый пункт получили название в честь видного деятеля большевиков Самуила Цвиллинга, председателя оренбургского губисполкома и ВРК, погибшего в близлежащей станице Изобильной (ныне село Изобильное, административный центр сельсовета).

## Население
| 2010 |
| ---- |
| 278  |